# Henry Domercant
Henry Kim Domercant (* 30. Dezember 1980 in Chicago, Illinois) ist ein US-amerikanisch-bosnischer Basketballtrainer und ehemaliger -spieler. Nach dem Studium in seinem Heimatland spielte Domercant ab 2003 als Profi in Europa.
Er wurde als Spieler italienischer und türkischer Meister. Domercant erhielt 2005 auch die Staatsbürgerschaft von Bosnien und Herzegowina und wurde Mitglied der Nationalmannschaft des Landes.

## Spieler

### NCAA
Während seines Studiums an der Eastern Illinois University in Charleston spielte Domercant für die Hochschulmannschaft Panthers in der Ohio Valley Conference der NCAA Division I. 2001 gewann man den Conference-Titel und verlor anschließend das Erstrundenspiel der landesweiten Endrunde klar gegen die Wildcats der University of Arizona. Domercant tat sich bei der im Basketball nicht sonderlich erfolgreichen Eastern Illinois University in der nicht hochrangig besetzten Conference als außergewöhnlich guter Korbschütze hervor und erzielte in seiner vierjährigen Collegelaufbahn insgesamt 2602 Punkte. In seinen letzten drei Spielzeiten war er mit seinem Punkteschnitt unter den besten fünf Spielern in dieser Wertung in der gesamten NCAA zu finden. Mit 26,4 Punkten bzw. 27,9 Punkten pro Spiel war er 2002 und 2003 sogar der zweitbeste Punktesammler pro Spiel. 2009 wurde er neben dem American-Football-Spieler Tony Romo für seine sportlichen Leistungen in die „Athletics Hall of Fame“ (deutsch Ruhmeshalle des Sports) seiner Hochschule aufgenommen.

### Profilaufbahn
Nach dem Studienende wurde Domercant in der NBA Draft der nordamerikanischen Liga NBA trotz seiner beeindruckenden Statistiken nicht ausgewählt, sondern stattdessen nur in der Draft der unbedeutenderen CBA durch die Yakima Sun Kings. Die CBA befand sich nach Gründung der NBA Development League 2001 in Schwierigkeiten, und Domercant zog es vor, einen Profivertrag in Europa zu unterschreiben. So wechselte er zur Saison 2003/04 in die Türkiye Basketbol Ligi zu Pınar Karşıyaka nach Izmir. Der Verein belegte in der Hauptrunde den vierten Platz belegen und erreichte erstmals seit der Meisterschaft 1987 wieder die Halbfinalserie. Domercant erzielte in gut 39 Minuten Einsatzzeit 23,4 Punkte pro Spiel und war damit zweitbester Punktesammler in der TBL. Anschließend wurde er vom Meister Efes Pilsen Istanbul verpflichtet. Mit Efes wurde er 2005 türkischer Meister, Domercant erzielte auf dem Weg zum Titel im Schnitt 13,7 Punkte je Begegnung.
Nach dem Ende der Spielzeit 2004/05 nahm er die bosnische Staatsbürgerschaft an und spielte im Trikot seiner neuen Wahlheimat bei der EM-Endrunde 2005, bei der die bosnische Nationalmannschaft erneut alle drei Vorrundenspiele verlor und frühzeitig ausschied. In seiner zweiten Spielzeit bei Efes Pilsen sanken seine Spielanteile und auch sein Punkteschnitt auf unter 10 Punkte pro Spiel. Die Finalserie um die Meisterschaft ging gegen Ülkerspor verloren, dafür wurde der türkische Pokalwettbewerb gewonnen.
2006 wechselte er in die griechische A1 Ethniki zu Olympiakos Piräus. Mit dem Verein erreichte er die Finalserie um die griechische Meisterschaft, welche in fünf Spielen gegen Serienmeister Panathinaikos Athen verloren ging. In der höchsten europäischen Spielklasse EuroLeague erreichte Domercant mit Olympiakos wie zuvor zweimal mit Efes Pilsen das Viertelfinale.
2007 entschied sich Domercant zu einem Wechsel zum russischen Verein MBK Dynamo Moskau. Diese Mannschaft wurde in der Spielzeit 2007/08 von Svetislav Pešić trainiert. Dynamo trat mit hohen Erwartungen nach dem Viertelfinaleinzug in der EuroLeague-Runde 2006/07 an, konnte diese aber nicht vollständig erfüllen. So belegte man den dritten Platz in der russischen Meisterschaft 2008 sowie den dritten Platz im ULEB Cup, in dem Domercant zum MVP der Gruppenphase ernannt wurde.
Anschließend wechselte er in die italienische Lega Basket Serie A zum Serienmeister Montepaschi Siena. Mit dem Verein aus der Toskana gewann er auf nationaler Ebene zweimal 2008/09 und 2009/10 das Triple aus Meisterschaft, Pokal und Supercoppa. In der EuroLeague-Saison 2008/09 war aus Sicht Domercants erneut Endstation im Viertelfinale, in der darauffolgenden Saison schied man äußerst knapp mit nur einem Punkt Unterschied im direkten Vergleich bereits in der Zwischenrunde der sechzehn besten Mannschaften aus. Im Anschluss wechselte Domercant erneut nach Russland zu BK Spartak Sankt Petersburg. Im EuroChallenge-Wettbewerb ging man als Titelträger 2011 im russischen Pokalwettbewerb, der ohne die russischen Teilnehmer an der osteuropäischen VTB United League ausgespielt wurde, mit hohen Erwartungen ins Final-Four-Turnier, verlor aber im Halbfinale gegen den russischen Konkurrenten Lokomotiw Kuban-Krasnodar und anschließend auch das kleine Finale gegen den belgischen Gastgeber Telenet Oostende. Durch die Aufstockung der Teilnehmerzahl an der EM-Endrunde 2011 war Bosnien-Herzegowina erstmals seit 2005 wieder für eine kontinentale Endrunde qualifiziert. Gegen Montenegro gelang dabei der erste Sieg bei einer Endrunde überhaupt. Nach einer desaströsen 64:92-Niederlage gegen Finnland scheiterte man im Dreiervergleich am Einzug in die Zwischenrunde der besten zwölf Mannschaften.
Zur Saison 2011/12 wechselte Domercant zum ULEB-Eurocup-Sieger UNICS Kasan, das nach seinem Titelerfolg im zweitwichtigsten europäischen Wettbewerb 2011 für die EuroLeague qualifiziert war. Mit UNICS erreichte er bei dessen Premiere im höchstrangigen europäischen Vereinswettbewerb die Viertelfinal-Play-off-Serie, in der aus Sicht von Domercant erneut Endstation war. In der nationalen russischen Liga PBL verpasste man die Finalrunde der besten vier Mannschaften und belegte den fünften Platz, während man in der osteuropäischen VTB United League ins Endspiel kam, wo man dem russischen Serienmeister PBK ZSKA Moskau unterlag.
Zur Saison 2012/13 ging Domercant in die Türkei zurück, wo er seine Profikarriere begonnen hatte, und spielte fortan bei Galatasaray Istanbul. In seinem ersten Jahr bei Galatasaray bestritt er nur ein Ligaspiel und fiel anschließend lange wegen einer Knieverletzung aus. Im Januar 2015 wurde er vom italienischen Erstligisten Sporting Club Juvecaserta verpflichtet, der zu diesem Zeitpunkt Tabellenletzter war. Sein letzter Verein als Spieler im Profibereich wurde Idaho Stampede aus der US-amerikanischen NBA D-League. Er stieß Mitte Februar 2016 zum Aufgebot. Im Sommer 2017 platzte ein Vertragsabschluss mit CS Universitatea Cluj-Napoca aus Rumänien aufgrund einer Verletzung an der Achillessehne.

## Trainer
Domercant war in der Saison 2017/18 Assistenztrainer der Maine Red Claws in der NBA G-League, 2018 wechselte er innerhalb der Liga zu den Windy City Bulls, bei denen er bis 2020 ebenfalls als Assistenztrainer tätig war. In der Saison 2020/21 war er bei derselben Mannschaft leitend für die Weiterentwicklung der Spieler zuständig, Ende September 2021 wurde Domercant Cheftrainer der Windy City Bulls.